# Choi Minho
Pour les articles homonymes, voir Choi.
Dans ce nom coréen, le nom de famille, Choi, précède le nom personnel.
Choi Min-ho (coréen : 최민호), surtout connu sous son nom de scène Minho (coréen : 민호), est un chanteur, rappeur, danseur, acteur, mannequin et parolier sud-coréen né le 9 décembre 1991 à Incheon.
Minho a fait du mannequinat avant de se lancer avec le boys band SHINee, en tant que rappeur. Il a interprété également deux singles en solo, I’m Home et Heartbreak. En 2022, il sort son premier album, Chase. En tant qu’acteur, il est apparu dans des dramas tels que To the Beautiful You (2012), The Fabulous (2022), mais aussi sur le grand écran. Il s’est notamment illustré dans le film La Bataille de Jangsari (2019). 

## Biographie

### Enfance
Minho est né le 9 décembre 1991 à Incheon. Il a un grand frère, Choi Minseok. Son père, Choi Yun-kyun, est un ancien joueur de football Sud-Coréen, aujourd'hui connu comme entraîneur. Toute son enfance, Minho rêvait de suivre les pas de son père et devenir lui aussi un athlète, ce que son père refusait. En effet, Yun-kyun avoue dans une interview qu’il estimait à l’époque que le monde du football était difficile, et que Minho, malgré sa bonne volonté, n’y aurait pas sa place car sa carrure est trop fine. Face à l’opposition de son père, Minho a fini par abandonner ce rêve. Néanmoins, il reste connu en Corée pour son amour du football, et du sport de manière générale. Il est fan de l’équipe de football Arsenal. Dans la même interview, il avoue qu’il rêve aujourd’hui de faire partie d’un club de football, « Peut-être pas en tant que propriétaire, mais au moins en tant que membre de la direction ».
Minho a été admis sur concours à l'université Konkuk à partir de 2010, et y a obtenu un master en Art et Cultures Cinématographiques en 2015.

### Carrière

#### 2008-2009: début de carrière avec SHINee
Découvert lors de l'audition 2006 S. M. Casting System, il commence officiellement sa carrière de chanteur, le 25 mai 2008 avec le boys band SHINee. Il est mannequin pour Ha Sang Baek lors d'un défilé en mars 2008, peu de temps avant le début de son groupe.
En 2009 et 2010, il participe au tournage des versions coréenne et japonaise du clip Gee du groupe Girls' Generation. En 2009, Minho devient membre du programme de divertissement très populaire Let’s Go Dream Team !.

#### 2010-2015: premiers pas en tant qu'acteur
En 2010, Minho fait ses débuts en tant qu’acteur dans le drama Pianist, aux côtés de l’actrice Han Ji-hye.
En 2011, il a été sélectionné pour jouer dans Salamander Guru and The Shadows dans le rôle d’un hacker ingénieux.
En 2012, Minho a joué le rôle principal masculin dans le drama To the Beautiful You, une adaptation coréenne de la série japonaise Hana Kimi, aux côtés de Sulli du groupe f(x). Pour ce rôle de jeune athlète olympique, il a été formé par Kim Tae-young, ancien coach de l’équipe nationale de saut en hauteur pendant un mois et demi. Le record personnel de Minho était de 175 cm en 2012.,
JQ, un parolier de SM Entertainment, a coaché l’ensemble de SHINee et a écrit des raps pour eux. Dans une interview en septembre 2012, il reconnaît chez Minho un don pour l’écriture, disant que celui-ci avait des « idées brillantes ». Il a particulièrement apprécié les paroles qu’a écrit Minho pour le single Juliet en 2009, aux côtés de Jonghyun. Minho a aussi participé à l’écriture des chansons de SHINee dès leurs débuts, a écrit et co-écrit plusieurs raps, comme Love’s Way, Love Like Oxygen, Graze, et Best Place dans l’album The Shinee World. De plus, JQ et lui ont écrit Talk To You et Juliet.
En décembre 2012, Minho est devenu membre d’un groupe de danse nommé SM The Performance, avec d’autres artistes des groupes TVXQ, Super Junior, SHINee, et EXO, qui ont signé sous le même label.
En juillet 2013, Minho a fait son retour sur le petit écran avec la série de MBC Medical Top Team. Le drama a reçu des notes négatives de la part du public, a été critiqué pour son ambition de vouloir raconter trop d’histoires en même temps et de perdre de vue l’intrigue principale. Néanmoins, le jeu de Minho a été particulièrement apprécié, et ses progrès en tant qu’acteur ont été reconnus par le public.
En 2015, Minho a joué l'un des personnages principaux du drama My First Time, aux côtés notamment de l’actrice Park So-dam.

#### 2016-2020: premiers pas dans le grand écran, carrière solo et service militaire
Au début de 2016, Minho a participé à plusieurs projets qui ont contribué à accroitre sa popularité. Il a joué dans le drama historique Hwarang : The Poet Warrior Youth, dont la diffusion a commencé fin décembre 2016.
En ce qui concerne le grand écran, il est d’abord apparu dans le film Canola (en) au cinéma, et aux côtés des actrices Youn Yuh-jung et Kim Go-eun. Il obtient ensuite un rôle secondaire dans The Princess and the Matchmaker. Finalement, il incarne l’un des personnages principaux du film Derailed, réalisé par Lee Seong-tae et projeté en avant-première au Festival de Cannes en 2016, puis en première lors de la 21e édition du Festival international du film de Busan. Il y joue aux côtés de l’acteur Ma Dong-seok. Les critiques positives quant à la performance de Minho dans Derailed lui ont permis d’avoir un rôle dans le film d’action Illang : La Brigade des loups (2018), une adaptation de l’anime japonais Jin-Roh, la brigade des loups.
En 2017, avec l’actrice Lee Yubi, Minho prend part au web-drama Somehow 18. Ce projet a eu du succès : il enregistre 870 000 vues en ligne, si bien que la chaine JTBC décide de le diffuser à la télévision.
En 2017, Minho reçoit le Prix Spécial de l’Indonesian Television Awards pour sa popularité grandissante en Indonésie et pour ses performances dans ses divers dramas. Il est le premier artiste coréen à être invité à cet évènement. Le 15 novembre, Minho fait partie de la liste des « Hommes vivants les plus sexys » dressée par Vogue. Plus tard dans l’année, il est sélectionné pour faire partie du casting de la mini-série The Most Beautiful Goodbye, qui est un remake du drama du même nom diffusé en 1996.
En 2019, Minho a fait une tournée de fan meeting, nommée « Best Choi’s Minho », à travers l’Asie. Il passe par les villes de Séoul le 16 février, Tokyo les 23 et 24, Bangkok le 2 mars, et Taipei le 3. Il finit sa tournée par une rencontre supplémentaire à Séoul le 30 mars. Le 28 mars, il sort son premier single solo, I‘m Home dans l’album SM Station du label SM Entertainment.
Le 15 avril 2019, il s’enrôle dans l’armée afin d’effectuer son service militaire, obligatoire en Corée du Sud. Il rejoint le Corps des Marines de la république de Corée. Il y est reconnu comme un « élément exemplaire ». Il a notamment été salué pour sa décision de participer à un exercice pratique organisé par le Corps. Ce choix a retardé la fin de son service, qui était prévue pour le 27 octobre 2020, et a finalement eu lieu le 15 novembre 2020.

#### 2021-présent: retour au sein de SHINee et en tant qu'acteur
Dès janvier 2021, Minho reprend ses activités en tant que membre de SHINee. Afin de promouvoir le retour du groupe, il participe à de nombreuses émissions à la télévision, comme son apparence en tant qu’invité dans les émissions Law of the Jungle – Pioneers sur la chaîne coréenne SBS, ou King of Golf Season 2 sur la chaîne TV CHOSUN. Il participe au tournage des dramas Love Struck in the City et Yumi’s Cells (Les Cellules de Yumi), en tant que caméo. Son apparence dans Love Struck in the City a été très appréciée par l’audience, si bien qu’un épisode spécial mettant en scène son personnage, Oh Dong-sik, a été tourné puis diffusé le 16 février. Dans Yumi’s Cells, son apparition dans la peau du personnage de Chae Woo-gi ne passe pas inaperçue et a été accueillie avec enthousiasme.
En mars, il reçoit le Prix spécial du Jury pour son apparition dans La Bataille de Jangsari, récompense décernée par des réalisateurs  lors du KOREA Gold Awards Festival (황금촬영상, « cérémonie de récompenses d’or du Cinéma coréen »).
En septembre, Minho est annoncé comme acteur principal d’un des épisodes de la série thriller Goosebumps  sur KakaoTV. Cette série est par la suite transformée en film, intitulé New Normal et réalisé par Jung Bum-shik.
De septembre à décembre 2021, il anime l’émission Best Choice (voir « autres projets »).
En novembre 2021, il est annoncé comme un des acteurs principaux de la série Netflix The Fabulous, « une comédie romantique qui se déroule dans le monde exigeant de la mode ». La diffusion du drama, originellement prévue pour le 4 novembre 2022, est reportée à une date ultérieure à la suite de la bousculade d'Itaewon.
Le 21 décembre, Minho donne un fan meeting, « Best Choi’s 2021 », en présentiel et en live à Séoul, quelques heures après la sortie de son nouveau single, Heartbreak,.
En 2022, Minho prête son image à une IA pour l'exposition culturelle immersive "Age of Light" initié par la Korea Creative Content Agency (KOCCA, l’Agence coréenne de création de contenu culturel) et le Ministère de la culture, du sport et du tourisme coréen.

#### Chase: la dernière pièce du puzzle
Le 8 novembre 2022, son agence annonce qu'il sortira un album en solo. Intitulé "Chase", le mini-album sort le 6 décembre en version digitale et le 12 en version physique. Cet album fait suite à la "série des plagiats" des SHINee et la complète, Minho étant le dernier membre à sortir un album.

### Autres projets et apparitions: mannequinat, évènements diplomatiques et sportifs
En 2011, Minho a été élu Ambassadeur honoraire pour la jeunesse. Trois ans plus tard, en 2014, Minho et Yoona ont été désignés comme ambassadeurs de la campagne UNI Heroes promue par l’UNICEF, « Donner de l’espoir aux enfants ». La même année, il fait partie des stars coréennes percevant un salaire annuel de 300 millions de won pour leur apparence dans des publicités. En 2016, Minho prend part à la campagne #IMAGINE promue par l’UNICEF, à l’occasion du 25e anniversaire des Fonds des Nations unies pour l’enfance.
Minho participe également à des évènements proposés par des marques de luxe. En 2015, aux côtés de Choi Soo-young et de Victoria Song, Minho est sélectionné par la marque newyorkaise COACH comme mannequin et participe à la Fashion Week de New York en 2016. Il défile pour Gucci à Milan en 2017, puis pour Givenchy à Paris en 2018.
En mai 2017, il fait partie des personnalités qui tirent au sort l’ordre et la composition des matches pour la Coupe du monde de football des moins de 20 ans 2017.
En novembre 2017, il accompagne Melania Trump, alors Première Dame des États-Unis, à l’évènement « Girls Play 2 », qui a eu lieu à l’ambassade américaine en Corée du Sud afin de promouvoir les Jeux Olympiques d’hiver de 2018. C’est à cette occasion que la BBC publie une vidéo, « Melania « upstaged » by korean pop star » (Melania se fait « voler la vedette » par une pop star coréenne), s’amusant de la réaction stupéfaite d’une jeune fille à la vue de Minho, par contraste avec l’attitude de cette dernière vis-à-vis de la première dame. La vidéo est depuis devenue virale.
En 2018, Minho a été choisi comme le visage officiel de l’évènement commercial « KOREA sale FESTA », le plus grand du pays. Il est la toute première idole coréenne à en avoir fait la promotion.
En juin 2021, le Championnat de Corée du Sud de football l’a désigné comme l’un des cinq ambassadeurs chargés de promouvoir la « K League » au grand public.
En septembre 2021, Minho fait ses débuts en tant qu’animateur de radio de l’émission Best Choice, sur la plateforme Naver Now. Connu pour ses talents en tant qu’athlète et même surnommé par la presse « idole-athlète », il y parle principalement de sport mais aussi, plus largement, de « tout ce qu’il aime ». Tous les mercredi et samedi soir du 8 septembre au 8 décembre, il répond aux questions des fans, fait de la vulgarisation (il explique aux auditeurs et auditrices certains aspects du domaine sportif) et invite des personnalités liées au domaine sportif, tels que des commentateurs, des athlètes, ou bien des stars amatrices de sport comme lui.

AI Minho, "Age of light", Gwanghwamun, 2022.jpg

Pour 2022, il participe au projet « Age of light » (« Ère de Lumière ») ou aussi appelée « Gwanghwa Sidae », organisé par la Korea Creative Content Agency (KOCCA, l’Agence coréenne de création de contenu culturel) et le Ministère de la culture, du sport et du tourisme coréen. Ce projet a pour but de promouvoir la culture et l’histoire coréennes par l’intermédiaire des nouvelles technologies, telles que la 5G, l’Intelligence Artificielle et la réalité virtuelle. Minho prête son image à une IA qui sert de guide virtuel, présente l’histoire et la culture coréennes et répond aux questions des visiteurs. L’IA fonctionne par l’intermédiaire de l’apprentissage profond (deep learning), c’est-à-dire qu’elle apprend de ses interactions avec les visiteurs afin d’améliorer et d’affiner ses réponses,.
Le 12 janvier, Minho et Ju Ji-hoon sont sélectionnés comme ambassadeurs de la nouvelle campagne "Time Well Spent" de la marque de whiski Ballantine, qui appartient à la branche coréenne de l'entreprise Pernod Ricard.
Au début de l’année 2022, il est invité à participer aux commentaires de matches de NBA diffusé par la chaîne SPOTV. Il commente les matches du 8 janvier et du 18 février,.

## Discographie

### Morceaux écrits par Choi MInho
Cette liste provient en partie de la base de données "Korea Music Copyright Association". Sinon, elle est annotée en conséquence.
| Morceau               | Année | Artiste(s)             | Album                    | Co-écrit avec                                                             |
| --------------------- | ----- | ---------------------- | ------------------------ | ------------------------------------------------------------------------- |
| "Love's Way"          | 2008  | SHINee                 | The Shinee World         | Wheesung, JQ (Makeumine Works)                                            |
| "Love Like Oxygen"    | 2008  | SHINee                 | The Shinee World         | Young-hu Kim, Kwon Yoon-jung, JQ                                          |
| "One for Me"          | 2008  | SHINee                 | The Shinee World         | Wheesung, JQ                                                              |
| "Graze"               | 2008  | SHINee                 | The Shinee World         | Kim Jeong-bae, JQ, John Hyunkyu Lee                                       |
| "Best Place"          | 2008  | SHINee                 | The Shinee World         | Hong-seok, Park Hae-hyung, JQ                                             |
| "Juliette"            | 2009  | SHINee                 | Romeo                    | Jonghyun                                                                  |
| "Get Down"            | 2009  | Key & Minho feat. Luna | 2009, Year of Us         | Minho, Key, JQ, Bigtone, Ryan S. Jhun, Script Shepherd, Antwann Frost     |
| "Obsession"           | 2010  | SHINee                 | Lucifer                  | Jonghyun                                                                  |
| "Shout Out"           | 2010  | SHINee                 | Lucifer                  | JQ, SHINee, Misfit                                                        |
| "Wowowow"             | 2010  | SHINee                 | Lucifer                  | Kim Jin-hee, JQ                                                           |
| "Your Name"           | 2010  | SHINee                 | Lucifer                  | Onew                                                                      |
| "Hello"               | 2010  | SHINee                 | Hello                    | Kim Eana                                                                  |
| "One"                 | 2010  | SHINee                 | Hello                    | Park Sung-soo                                                             |
| "Get It"              | 2010  | SHINee                 | Hello                    | Ceejay (Fresh Boys), Gilme, Key                                           |
| "Alarm Clock"         | 2012  | SHINee                 | Sherlock                 | Jonghyun                                                                  |
| "Stranger"            | 2012  | SHINee                 | Sherlock                 | Kim Jeong-bae                                                             |
| "Honesty"             | 2012  | SHINee                 | Sherlock                 | Jonghyun                                                                  |
| "Dream Girl"          | 2013  | SHINee                 | The Misconceptions of Us | Jeon Gan-di                                                               |
| "Girls, Girls, Girls" | 2013  | SHINee                 | The Misconceptions of Us | Jeon Gan-di, Key                                                          |
| "Beautiful"           | 2013  | SHINee                 | The Misconceptions of Us | Tesung Kim (Iconic Sounds)                                                |
| "Dynamite"            | 2013  | SHINee                 | The Misconceptions of Us | Kim Boo-min                                                               |
| "Shine" (Medusa I)    | 2013  | SHINee                 | The Misconceptions of Us | Misfit                                                                    |
| "Orgel"               | 2013  | SHINee                 | The Misconceptions of Us | Jonghyun, Key                                                             |
| "Excuse Me Miss"      | 2013  | SHINee                 | The Misconceptions of Us | Kim Boo-min, JQ                                                           |
| "Sleepless Night"     | 2013  | SHINee                 | The Misconceptions of Us | Max Changmin                                                              |
| "Better Off"          | 2013  | SHINee                 | The Misconceptions of Us | Jonghyun                                                                  |
| "Destination"         | 2013  | SHINee                 | Everybody                | Jeon Gan-di                                                               |
| "Close the Door"      | 2013  | SHINee                 | Everybody                | Jinbo (Superfreak Records)                                                |
| "Colorful"            | 2013  | SHINee                 | Everybody                | Jeon Gan-di, Key                                                          |
| "Romance"             | 2015  | SHINee                 | Odd                      | Kim In-hyung                                                              |
| "Farewell My Love"    | 2015  | SHINee                 | Odd                      | Jeon Ji-eun, Hwang Seon-jeong, Kim Jeong-mii (January 8th (lalala Studio) |
| "Don't Let Me Go"     | 2016  | SHINee                 | 1 of 1                   | Jo Yoon-kyung, Key                                                        |
| "Lipstick"            | 2016  | SHINee                 | 1 of 1                   | Oh Min-joo                                                                |
| "Don't Stop"          | 2016  | SHINee                 | 1 of 1                   | Jonghyun, Key                                                             |
| "U Need Me"           | 2016  | SHINee                 | 1 of 1                   | Agnes Shin (MonoTree)                                                     |
| "Good Evening"        | 2018  | SHINee                 | The Story of Light       | Jo Yoon-kyung, Key                                                        |
| "Chemistry"           | 2018  | SHINee                 | The Story of Light       | Jo Yoon-kyung                                                             |
| "Our Page"            | 2018  | SHINee                 | The Story of Light       | SHINee, Kenzie                                                            |
| "Sunny Side"          | 2018  | SHINee                 | Non-album single         | SHINee                                                                    |
| "I'm Home"            | 2019  | Minho                  | SM Station Season 3      | Jayins, Soo-chang, Lim Soo-ah                                             |
| "Area"                | 2021  | SHINee                 | Atlantis                 | JQ, Cha Yoo-bin, Lee Yeon-ji                                              |
| "Runaway"             | 2022  | Minho                  | Chase                    | Gemini                                                                    |

### Albums
En décembre 2022 paraît son premier mini-album, Chase. Avec cet album, Minho boucle la "série du plagiat" instaurée par Jonghyun quand lui même avait publié Base, plagiat de Ace.
En tant que soliste, Minho a affirmé vouloir affirmer une identité musicale différente de celle des SHINee. Ainsi, Chase comprend 6 morceaux appartenant notamment au genre RnB, plutôt groovy. Le clip de la chanson-titre représente l'histoire d'un homme hanté par le souvenir de sa compagne perdue lors d'un accident de voiture.

### Singles
| Année                                                          | Titre            | Meilleures positions | Meilleures positions | Album                            |
| Année                                                          | Titre            | COR                  | US World             | Album                            |
| -------------------------------------------------------------- | ---------------- | -------------------- | -------------------- | -------------------------------- |
| 2019                                                           | I'm Home (그래)  | —                    | 12                   | SM Station Season 3              |
| 2021                                                           | Hearbreak        | 144                  | 9                    |                                  |
| 2022                                                           | Falling Free     | —                    | —                    | Fan-meeting Best Choi's in Japan |
| 2022                                                           | Romeo and Juliet | —                    | —                    | Fan-meeting Best Choi's in Japan |
| "—" indique que le titre ne s'est pas classé dans cette région |                  |                      |                      |                                  |

## Filmographie

### Film
| Year | Title                                                    | Rôle          | Notes                                                                                         |
| ---- | -------------------------------------------------------- | ------------- | --------------------------------------------------------------------------------------------- |
| 2012 | I AM. – SM Town Live World Tour in Madison Square Garden | Lui-même      | Documentaire sur SMTown à New York                                                            |
| 2015 | Grandmother Gye-choon (Canola)                           | Han-i         | Rôle secondaire                                                                               |
| 2016 | Derailed                                                 | Jin-il        | Rôle principal. Avec Ma Dong-seok.                                                            |
| 2018 | The Princess and the Matchmaker                          | Seo Ga-yoon   | Rôle secondaire.                                                                              |
| 2018 | Illang : La Brigade des loups (인랑)                     | Kim Cheol-jin | film de Kim Jee-woon.                                                                         |
| 2019 | La Bataille de Jangsari                                  | Choi Sung-Pil | Rôle secondaire pour lequel il reçoit le Prix spécial du Jury aux KOREA Gold Awards Festival. |
| 2021 | New Normal                                               | Hoon          | Thriller, film réalisé par Jung Bum-shik.                                                     |

### Séries
| Année     | Titre                           | Rôle          | Chaine              | Notes                                                            |
| --------- | ------------------------------- | ------------- | ------------------- | ---------------------------------------------------------------- |
| 2008      | My Precious You                 | Lui-même      | KBS                 | Caméo                                                            |
| 2010      | Pianist                         | Oh Je-ro      | KBS                 | Drama                                                            |
| 2012      | Salamander Guru and The Shadows | Choi Min-hyuk | SBS                 | Sitcom                                                           |
| 2012      | To the Beautiful You            | Kang Tae-joon | SBS                 | Version coréenne de Hana Kimi                                    |
| 2013      | Medical Top Team                | Kim Seong-woo | MBC                 | Drama                                                            |
| 2015      | Cheoeumiraseo                   | Yun Tae Oh    | OnStyle             | Drama                                                            |
| 2016      | Drinking Solo                   | Lui-même      | tvN                 | Drama, caméo Il apparaît aux côtés de Key, acteur dans la série. |
| 2016-2017 | Hwarang                         | Soo Ho        | KBS                 | Drama                                                            |
| 2017      | The Most Beautiful Goodbye      | Jung Soo      | tvN                 | Mini-série de quatre épisodes.                                   |
| 2017      | Somehow 18                      | Oh Kyung-hwi  | JTBC, Naver TV Cast |                                                                  |
| 2020      | Lovestruck in the City          | Oh Dong-sik   | Netflix             | Drama                                                            |
| 2021      | Yumi's Cells                    | Chae Wu-gi    | tvN                 | Drama, caméo                                                     |
| 2022      | The Fabulous                    | Ji Woo-min    | Netflix             | Drama                                                            |

### Emissions de variété
| Année     | Titre                               | Chaine-Plate-forme | Rôle                    | Épisodes               | Notes |
| --------- | ----------------------------------- | ------------------ | ----------------------- | ---------------------- | --- |
| 2009-2010 | Let's Go Dream Team! Saison 2       | KBS                | Membre de la Dream Team | Récurrent              | Krystal & Minho gagne le Couple Dream Team dans l'épisode 22 et établissent un record en couple avec un saut en hauteur de 1,80 m pour Krystal et 2,30 m pour Minho.                                                     |
| 2011      | King of Idols                       | SBS                | Lui-même                | Lunar New Year Special | Vedettes : Krystal des F(x), Nichkhun & Chansung des 2PM, Onew & Minho des SHINee, Donghae & Eunhyuk des Super Junior, Seungri des Big Bang, Hara & Seunghyun de KARA, Yui & Rizi des After School, Hyuna des 4minute... |
| 2011      | Kiss & Cry                          | SBS                | Lui-même                | 10                     | Vedettes : Krystal, UI, Kim Yuna, Shin Dong-yup, Jin-hee Ji, Kim Byung-man, Lee Ah-hyun, Lee Kyu-Hyuk, Parc Jun-geum, Seo Ji-seok, Son Dam-bi et U-Know Yun-ho                                                           |
| 2011      | Music Bank                          | KBS                | Hôte avec Sohee & Yubin |                        | |
| 2013      | Mamma Mia                           | KBS                | Hôte                    |                        | |
| 2013      | Amazing f(x)                        | MBC                | Lui-même                | 1                      | Minho fait une apparition vocal dans l’épisode 1, car il appelle Sulli. |
| 2013-2015 | Show! Music Core                    | MBC                | Hôte                    |                        | |
| 2014      | Running Man                         | SBS                | Lui-même                |                        | |
| 2015      | Exciting India                      | KBS                | Lui-même                | Tous                   | |
| 2021      | Law of the Jungle Pioneers          | SBS                | Lui-même                |                        | |
| 2021      | Extreme Debut: Wild Idol            | MBC                | Entraîneur              |                        | |
| 2021      | Legendary Actors                    | KBS2               | Lui-même                |                        | |
| 2021      | King of Golf Season 2               | TV Chosun          | Lui-même                |                        | Membre permanent de l'émission lors de la saison 2. |
| 2021      | Best Choice                         | Naver Now          | Animateur               |                        | Emission radio diffusée en direct sur internet. |
| 2022      | I Live Alone                        | MBC                | Invité                  | 434                    | Minho va chez Key. |
| 2022      | I Live Alone                        | MBC                | Invité                  | 449                    | Minho, Key et Son Dongwoon partent faire du ski nautique. |
| 2022      | Buddy, Birdie with Changmin & Minho | seezntv sig.tv     |                         | 1 à 6                  | Changmin et Minho partent à Saipan faire du golf. |
| 2022      | Run for the Money                   | Netflix            | Invité                  | 1 à 4                  | |

#### Télé réalité sur Shinee
| Année | Chaine | Titre                  |
| ----- | ------ | ---------------------- |
| 2008  | Mnet   | Shinee's Yunhanam      |
| 2010  | KBS    | Shinee's Hello Baby    |
| 2012  | KBS    | World Date with Shinee |
| 2013  | MBC    | Shinee's One Fine Day  |

### Apparition dans des clips musicaux
| Année | Titre               | Artiste           | Rôle              |
| ----- | ------------------- | ----------------- | ----------------- |
| 2007  | Gee                 | Girls' Generation | "Employé du mois" |
| 2010  | Gee (Japanese Ver.) | Girls' Generation | "Employé du mois" |
| 2010  | Sound               | VNT               | DJ                |
| 2015  | Miro                | Romeo             |                   |

## Récompenses
| Année | Récompense                              | Catégorie                                         | Film/Série/Emission          | Résultats  |
| ----- | --------------------------------------- | ------------------------------------------------- | ---------------------------- | ---------- |
| 2010  | SBS Entertainment Awards                | Best Newcomer in a Variety Show                   |                              | Lauréat    |
| 2011  | Honorary Ambassador for Youth 2011      | NC                                                | NC                           | Lauréat    |
| 2011  | Best Male Idol as Model                 | NC                                                | NC                           | Lauréat    |
| 2012  | SBS Drama Awards                        | New Star Award                                    | To the Beautiful You         | Lauréat    |
| 2012  | SBS Drama Awards                        | Best Couple Award (with Sulli)                    | To the Beautiful You         | Nomination |
| 2013  | MBC Drama Awards                        | Best New Actor                                    | Medical Top Team             | Nomination |
| 2014  | Baeksang Arts Awards                    | Most Popular Actor (TV)                           | Medical Top Team             | Nomination |
| 2014  | MBC Entertainment Awards                | Music Talk Show Popularity Award                  | Show! Music Core             | Lauréat    |
| 2016  | Grand Bell Awards                       | Best New Actor                                    | Canola                       | Nomination |
| 2017  | Grand Bell Awards                       | Best New Actor                                    | Derailed                     | Nomination |
| 2017  | Indonesian Television Awards            | Special Award-popularity                          |                              | Lauréat    |
| 2017  | Festival international du film de Busan | Marie Claire Asia Star Awards: Face of Asia Award |                              | Lauréat    |
| 2018  | Buil Film Awards                        | Popularity Awards                                 | Ilang : La Brigade des Loups | Nomination |
| 2018  | Asia Artist Awards                      | Asia Brilliant Awards                             |                              | Lauréat    |
| 2021  | KOREA Gold Awards Festival              | Prix Spécial du Jury                              | La Bataille de Jangsari      | Lauréat    |

### Sources
- (en) Cet article est partiellement ou en totalité issu de l’article de Wikipédia en anglais intitulé « Choi Minho » (voir la liste des auteurs).